# 流行藝術
《流行艺术》（英語：Artpop，风格化为）是美国女歌手Lady Gaga于2013年11月11日全球发行的第三張錄音室專輯。在8月12日推出专辑首支单曲《Applause》兼開始开放预購专辑。11月6日於日本搶先發行實體專輯，同月8日分别在德國、澳大利亞、新西蘭及奧地利發行，而始於同月11日开始全球性發行，並於同月12日在台灣發行。《ARTPOP》在iTunes下载榜成為iTunes歷史上最多國家第一名的專輯。
手機應用程式已在App Store、Google Play平台上釋出。该APP提供免费下载，可用于购买《ARTPOP》专辑的曲目。Android用户会同步Amazon的网上音乐系统帐户；iOS用户则会同步iTunes Store帐户。只要曾在对应的帐户买过无过滤版或过滤版，就可以在应用程式里播放音乐。
专辑的创作与制作在第二张录音室专辑《Born This Way》发行后不久便开始，并在全球巡演Born This Way Ball期间和结束之后“开始萌芽”。专辑制作人包括了Lady Gaga本人和Zedd、Madeon、迪诺·兹西斯、Nick Monson、Infected Mushroom（蘑菇乐队）、will.i.am、大卫·库塔、里克·鲁宾和Paul "DJ White Shadow" Blair、RedOne。T.I.、Too Short、Twista、R. Kelly为专辑合唱曲目献声。
《ARTPOP》被Gaga本人描述为“一场庆祝、一场诗意的音乐旅程”。与《Born This Way》中的黑暗元素和圣歌主题相异，《ARTPOP》展现了其“成熟性和责任的缺失”，并探索了流行文化中“逆转沃霍尔”现象的存在。音乐上，专辑背离了《Born This Way》中受摇滚风格影响的作曲，而是以电子舞曲为根基，其中融入了trap、工业、节奏布鲁斯、电子乐、迪斯科、和华丽摇滚的音乐风格。专辑在歌词上引用了古希腊和古罗马神话、英国小说家George Orwell和Sun Ra的作品。Gaga将专辑的歌词主题描述为“个人化的”，题材涉及名声、爱、性、女权主义、自强、戒瘾、以及对媒体监视的反抗。文艺复兴时期桑德罗·波提切利画作《维纳斯的诞生》被引用作为专辑视觉创意的灵感，也是唱片封面的元素之一。
《ARTPOP》获得的乐评介于“褒贬不一”到“好评”间。一些乐评人称赞了专辑制作和Gaga的声音表现及其野心，然而另一些则批评专辑的歌词内容较其前作缺乏成熟性。专辑发行前举行了为期两天的专辑发行派对“ArtRave”。专辑在8国榜单登顶，其中美国公信榜上则空降第一（首周为第一），专辑首周销量为25.8万，使其成为Gaga连续的第二张冠军专辑，并且是2013年美国女歌手专辑首周销量的第三高。专辑同时在其他20多个国家进入榜单前十。截至今日已再全球賣出超過250萬份。
专辑首支单曲《Applause 掌声》于2013年8月12日发行并获得了商业成功和乐评人的好评。第二支单曲《Do What U Want 为所欲为》于10月21日发行。《Venus 维纳斯》和《Dope 麻醉自己》作为宣传单曲分别发行。Gaga参加多场电视节目和现场表演以资宣传，包括了她第二次出演的感恩节特典《Lady Gaga and the Muppets' Holiday Spectacular》。Gaga已经宣布将在2014年展开全球巡演Artrave: The Artpop Ball为专辑宣传造势。
《ARTPOP》于2017年10月25日獲得RIAA認證為白金專輯。

## 背景和录制
《ARTPOP》在录音室专辑《Born This Way》发行后不久便开始了初期发展。在次年，专辑概念“开始萌芽”，同时Gaga开始与Fernando Garibay、DJ White Shadow合作制作专辑。专辑最初的录制在Born This Way Ball巡演期间进行，多大50首曲目在收录的考虑范围之内到2012年4月，项目开始成形，其当时的经纪人文森特·赫伯特（Vincent Herbert）称其为“疯狂、极好的专辑”。Gaga承认她渴望听者“听得开心”, 并将专辑设计为映射“夜总会一夜”。她在MTV2013年的访谈中如是说：“当你聆听这张专辑时，你会感到它如行云流水般的流畅。我确实是为我和朋友一起popin而写歌的。”与此同时，Gaga开始向其厂牌展示专辑曲目，并称希望于9月之前公布专辑名称。但最终专辑名称于8月公布，提前了一个月。她随后声称《ARTPOP》是她首次“真正”努力“效仿出凤凰浴火重生”,这反映了她较以往对于创作曲目信心倍增。
Gaga在2013年早期将杰夫·昆斯引入了Artpop的计划。两人最初在三年前的大都会艺术博物馆时尚活动上碰面并立即产生了兴趣。
Gaga在2013年2月由于髋关节手术而休假6个月，在此期间她与Haus of Gaga一同学习文学和音乐并共享“creative gifts”，这一阶段她审视了自己的创作方向，她称之为“凝视阶段”。
在Interscope于7月通知主流媒体专辑发售事宜时，Gaga宣布了ARTPOP专辑附带的多媒体智能手机应用程序也将随专辑发布。她将其描述为“结合音乐、艺术、时尚、科技，包含新的全球的交互社区（combines music, art, fashion, and technology with a new interactive worldwide community）”。该应用由Relative Wave开发。该团队之前也负责比约克的类似应用。曾有传言称在应用内付费下载一首曲目也会被《公告牌》算作一张专辑售出，但被公告牌编辑Bill Werde否认。

## 唱片封面
在ELLE杂志采访中，Gaga称波普艺术家杰夫·昆斯为其制作雕塑，这将成为专辑封面。
专辑封面于2013年10月7日通过世界各地的Clear Channel公告板发行。该专辑封面随着粉丝发表以#iHeartARTPOP为话题（trend）的推文，一块一块地发布。最后Gaga发表了带有完整封面的推文，写道：“完整《ARTPOP》专辑封面，这一刻我是昆斯，下一秒昆斯是我。为杰夫·昆斯鼓掌。”
专辑封面展现杰夫·昆斯制作的Gaga裸体雕塑。雕塑中全裸的Gaga席地而坐，银色的卷发倾泻。Gaga的发型为The Fame时期标志性的银色齐刘海。Gaga用手遮住胸部，下部由象征名利的蓝色凝视球遮掩（该蓝色球为杰夫·昆斯著名作品之一，在Gaga的2013年VMA开场秀上也作为道具出现过）。万花筒般的背景融入了两幅作品：文艺复兴时期桑德罗·波提切利画作《维纳斯的诞生》和意大利雕塑家济安·贝尼尼雕塑作品《阿波罗与黛芙妮》。专辑封面上的一些不同元素都已经体现在ARTPOP时期的现场表演和MV中。
Gaga于10月10日在Twitter上宣布：ARTPOP前50万张实体专辑上面有特殊壓印的粉紅錫箔紙和銀色錫箔紙。
《ARTPOP》中國大陆引进版封面沿用中东地区版本的封面：Gaga的双腿被改为穿着黑色长袜，而其身前的蓝色凝视球的位置也被放大并上移至能遮挡住上半身。

## 专辑概念
专辑的概念和主题于2012年12月开始确立。她同时宣布这张专辑将展示“成熟和责任的缺乏”，并且其中表现的主题将和前一张专辑《天生完美》中表现的主题产生对比。11月，Gaga通过Twitter宣布她写了“大约50首歌”考虑将被收入《ARTPOP》中。
在一场Ryan Seacrest的采访中，Gaga透露《ARTPOP》是“关于我和朋友们四处闲逛、享受成为流行巨星的乐趣的一场庆祝、一段诗意的音乐旅程。”同时她将专辑描述为一次“逆转沃霍尔的经历”。其中“沃霍尔”明显是指安迪·沃霍尔，其哲学为“取材于流行事物并将其化为艺术”，而Gaga对于ARTPOP的目标则恰恰相反。Gaga和制作人对这张专辑有“实验性的”目标(took an experimental approach to the album)。据制作人Zedd，“有一首由她开始的歌曲，她给我10个字描述一种情绪，然后我就必须将其写成歌曲。”据Gaga，ARTPOP的要点在于“流行和艺术能有所交换”（pop and art can have an exchange）。 Gaga在创作《ARTPOP》时比创作《Born This Way》是要开心得多，后者的创作过程中Gaga带有严重的酗酒行为，情绪也不稳定。她将《ARTPOP》描述为“她第一张真正的专辑”、像是“凤凰浴火重生一般”。

## 單曲

### Applause
《Applause》作为专辑的第一支单曲原计划和單曲的音樂錄像帶共同發行于2013年8月19日，但单曲遭黑客提前泄露故不得不提前发行，于2013年8月11日在电台首播，也提前于12日開放了下載。但《Applause》音樂錄像帶仍定於19日發布。目前《Applause》在 iTunes排行榜已经取得70國冠軍。
在和电台103.5 KTU的访谈中，Gaga説《Sexxx Dreams》原本计划作为专辑首支单曲，而且《Applause》差点没被选入《ARTPOP》专辑。

### Do What U Want
在2013年9月3日，Gaga在Twitter上面发起两个投票，让歌迷們决定ARTPOP的第二支单曲。第一个投票提供《MANiCURE》和《Sexxx Dreams》兩個選擇，第二个投票提供《Aura》和《Swine》两个选择，結果4首歌曲都沒成為二單。在2013年9月20日，Gaga发推称专辑第2支单曲将于专辑释出之前释出。她补充说：  "There is a lot of choices, I want to choose something thats totally ME! for me its about choosing the best song.........[Also], There's a chance you have not heard the next single"。2013年10月10日，Gaga在Twitter上宣布《Venus》为专辑第二支单曲，于2013年10月25日发行。
10月13日，Gaga在Twitter上透露正在拍摄《Venus》的MV，由Ruth Hogben导演。
10月22日，《Do What U Want》的成功使其由宣传单曲而转为正式的第二支单曲，取代原定第二单曲《Venus》，《Venus》推迟一天于28日发行，但由于經紀人调换等诸多原因，音乐录影带迟迟未能发行，最終以禁播收場。

### G.U.Y
《G.U.Y.》是第三個和最後的單曲在美國主流電台于2014年4月8日釋放。在2014年2月14日，媒體目擊Gaga在加州赫氏古堡拍攝G.U.Y，並且透露此歌曲將成為第三個單曲。
而就在2014年3月20日，NBC的每日周報透露，首次亮相的視頻於晚上8點在NBC 3月22日播出。本次視頻也加入了《ARTPOP》、《Venus》、《MANiCURE》三首歌曲。

## 专业评价
| 綜合得分       | 綜合得分 |
| 來源           | 評分     |
| -------------- | -------- |
|                | 61/100   |
| 評論得分       |          |
| 來源           | 評分     |
| AllMusic       | [ 52 ]   |
| 《影音俱乐部》 | C–       |
| 《娱乐周刊》   | B        |
| 《卫报》       | [ 55 ]   |
| 《独立报》     | [ 56 ]   |
| 《洛杉矶时报》 | [ 57 ]   |
| PopMatters     | 4/10     |
| 《滚石》       | [ 59 ]   |
| Slant杂志      | [ 60 ]   |
| 《Spin》       | 6/10     |

Artpop收到音樂評論家的評論。根據評論者的30條評論，Metacritic計算得到的平均分為61分（滿分100分）。《娛樂周刊》的亞當·馬可維奇（Adam Markovitz）表示，許多專輯的歌曲都是“令人愉快的，但很容易聽膩”，進一步讚揚了專輯的製作和歌曲的“旋律線”。不過，他指出，Artpop一般沒有給出一個總體印象。Jerry Shriver為《今日美國》撰寫文章，認為這一專輯不是“一貫的娛樂”，儘管這張專輯主要是為Gaga的粉絲而不是一般聽眾而設。斜線雜誌的Sal Cinquemani提供了一個對其有利的評論，稱讚它的聲音和結構，而Billboard的Jason Lipshutz讚揚Gaga的努力“絕對確定每一寸她的藝術進化和創新”。在一個積極的評論中，《每日野獸》的編輯宣稱：“有一些預期的天才就值得格萊美的考慮。”
數字間諜的羅伯特·科西（Robert Copsey）覺得幾首歌聽起來像是“半完成的瘟疫”，儘管這張專輯的歌曲比一些不好的歌曲好多了。海倫·布朗，在《每日電訊》報寫作，批評Gaga的選擇做另一張專輯“主題為她自己的星途”（在超人氣和超人氣魔神之後），並評論說，雖然歌手走近不同類型的音樂，“她不做任何與他們一樣非常原始的東西，但她有樂趣”。然而，布朗卻把這張專輯稱讚為“偉大的舞蹈”。來自《衛報》的Alexis Petridis評價說在Artpop上有一些體面的流行音樂，但認為藝術“更難辨認”。《獨立報》的安迪·吉爾說：“這很難不感覺流行藝術膩味”，而來自《滾石》卡林甘茨稱它是“嚓嚓作響的一個奇怪的迪斯科專輯”和“性，但不性感。”

## 发行
《ARTPOP》起初定于2013年春发行，然而之后因为Gaga髋关节受伤接受手术而无限期延期发行。
在2013年7月12日，《ARTPOP》宣布于2013年11月11日以实体、数位专辑和APP形式发行。其中APP由Haus of Gaga的属下技术部门TechHaus开发，兼容iPad, iPod/iPhone, Android和PC，将会包括专辑上面每一首歌的视频、附加曲目、游戏、聊天、时尚更新以及更多，唯目前只开放了付费音乐播放器及动画制作兼公开分享动画的功能。Gaga同时宣布首单《Applause》於8月19日发行，专辑和专属应用程式在9月1日接受预定，但预定日期后被提前至8月19日，APP于11月11日在Google Play和App Store上释出。该专辑在iTunes打破麥當娜專輯《MDNA》記錄，专辑成為iTunes歷史上最多國家第一名的專輯 (51 國)。《ARTPOP》将成为继Björk《Biophilia》（2011年）和Jay-Z《Magna Carta... Holy Grail》（2013年）后第三张发行APP版本的专辑。
在2013年10月7日，官方正式公布专辑封面。在2013年10月9日，ARTPOP的专辑曲目列表也正式被公布（原定于9月29日公布），其中之前在iTunes Festival上表演过的《I Wanna Be With You》被更名为《Dope》。11月2日日本已有人提前拿到了實體專輯，专辑随即在网络上流出（据称全球最早在百度贴吧的“billboard吧”上出现链接），唯日本是在11月6日才抢先发行，其後在同月8日德國、澳大利亞、新西蘭及奧地利都同步發行，而在同月11日全球始正式發行，台灣则延迟一天發行。

### ARTPOP：第二部分
Lady Gaga在接受MSN采访时透露她将于2013年底前发行《ARTPOP》的第二部分，她说道：“其实早在开始制作这张专辑的时候，我就已经考虑将专辑分成两部分了，一部分的歌曲更偏向流行，而另一部分的歌曲则更偏向艺术化。”对于之前未被收录在《ARTPOP》的曲目《Brooklyn Nights》，Gaga称她将花更多时间在这首曲目上面，并将在ARTPOP的手机APP中发行。

## 宣传
7月12日发行的官方专辑通告提到了Gaga将在新专发行前夜举办一个名为 "artRave"派对，同时也会启动作品展示计划，合作者为Gaga的创意团队Haus of Gaga、荷兰摄影师二人组 Inez van Lamsweerde和Vinoodh Matadin、前卫戏剧导演罗伯·威尔森、表演艺术家瑪莉娜·阿布拉莫維奇和艺术家杰夫·昆斯。visor通告附带的照片显示Gaga遮挡袒露的胸部，展示她左臂前臂上的“ARTPOP”紋身，戴着 London College of Fashion 的女校友 Isabell Yalda Hellysaz设计的透明面罩。
在10月4日，电影《弯刀杀戮》的一段宣传视频被发行，而背景音乐为当时尚未正式发行的《Aura》。由罗伯特·罗德里格兹导演的《Aura》歌词视频于10月9日发行在YouTube，其中包括该电影的一些对话。歌曲《G.U.Y》的小片段被官方发行至网上后，宣传单曲《Do What U Want》的片段也被用作百思买Beats by Dre耳机广告的背景乐（该广告于10月16日发行）。《Do What U Want》定于10月21日作为宣传单曲发行，而第二支宣传单曲已于11月4日发行。

### 现场演出

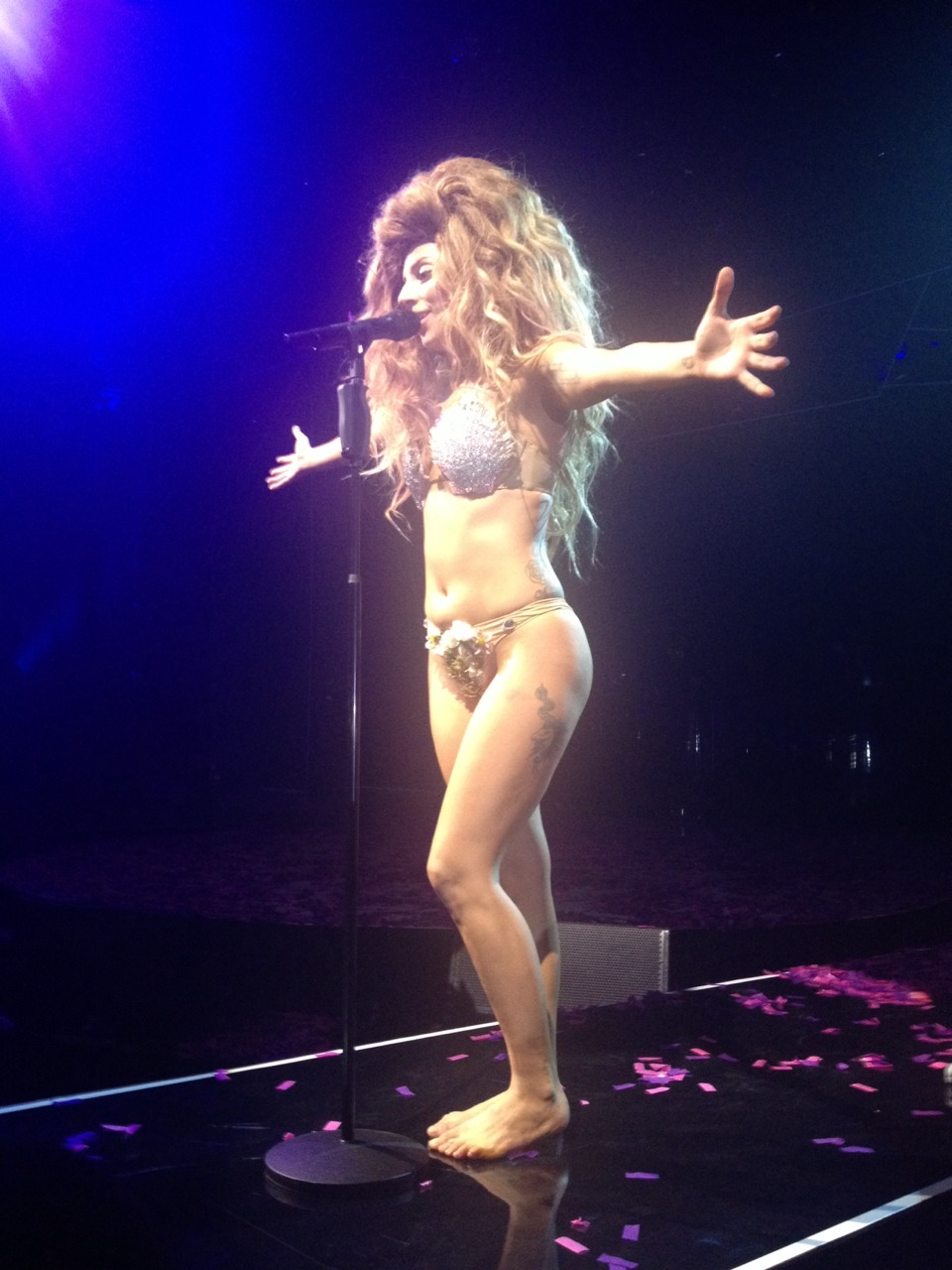
Gaga在伦敦iTunes Festival上表演专辑同名歌曲《ARTPOP》

- 2013年8月25日于2013年MTV音樂錄影帶大獎首次演唱《Applause》。[81]
- 2013年9月1日於倫敦iTunes Festival第2次現場演唱《Applause》，首唱專輯歌曲《Aura》、《MANiCURE》、《ARTPOP》、《Swine》、《Jewels & Drugs》、《Sexxx Dreams》、《I Wanna Be With You》（於《ARTPOP》專輯的正名被改為《Dope》），事後Gaga說這些歌曲除了《Applause》外都不是錄音室版本，歌曲中一些音樂元素被刪減或是被去除了。[82]
- 2013年9月9日，在早安美国(GMA)节目表演《Applause》。[83]
- 2013年10月24日，在德國柏林“伯根哈因” （Berghain） 夜店舉辦首場ARTPOP歌迷試聽會，100名粉絲被抽中與Gaga一起聽新專輯及舉辦問答訪問，Gaga在派對上首次演唱《Gypsy》。[84]
- 2013年10月27日，在“第10季英国X音素”上表演《Do What U Want》和《Venus》。这次演出被一些观众评论为“有伤风化”。[85]
- 2013年11月3日，在首届YouTube音樂獎上演唱《Dope》。[86]
- 2013年11月8日，在英國“The Graham Norton Show" 表演 《Do What U Want》 和 《Venus》。[87]
- 2013年11月16日，在美國“Saturday Night Live（周六夜现场）” 喜劇節目中，Gaga擔任了節目主持而且首次與R. Kelly同台表演《Do What U Want》。Gaga在節目中還表演了《Gypsy》和百老滙歌劇版的《Applause》。[88]
- 2013年11月24日，在洛杉磯“全美音樂獎”(American Music Awards)，Gaga 與 R. Kelly 表演了《Do What U Want》。[89]表演中，Gaga化身以瑪麗蓮夢露 (Marilyn Monroe) 為靈感的一位白宮秘書，與飾演總統的 R. Kelly 以歌舞調情，但最後被公眾發現，於是“Kelly 總統” 就拋棄了Gaga。Gaga 最後一段以鋼琴清唱一段唯美版的《Do What U Want》，舞台大螢幕上播放著Gaga在4歲時，一端彈鋼琴的片段，旁邊還打出以前新聞上彈劾Gaga的報道。[90]
- 2013年11月28日 在ABC特别感恩节上播放了 “Lady Gaga & The Muppets Holiday Spectacular” 演唱《Applause》 《Venus》 《MANiCURE》 《GYPSY》 《Fashion!》《ARTPOP》《Benny And The Jets》《Baby It's Cold Outside》[91]
- 2014年3月14日于SXSW活动中表演《Aura》、《Manicue》、《Jewels n' Drugs》、《Swine》、《Dope》、《Bad Romance》、《Applause》、《Gypsy》。[92]

## 專輯曲目
| 曲序     | 曲目                                                        | 词曲                                                                                             | 制作人                                         | 时长  |
| -------- | ----------------------------------------------------------- | ------------------------------------------------------------------------------------------------ | ---------------------------------------------- | ----- |
| 1.       | Aura 光环                                                   | Lady Gaga Anton Zaslavski Amit Duvdevani （ 英语 ： Infected Mushroom） Erez Eisen （ 英语 ： Infected Mushroom）                  | Zedd Infected Mushroom （ 英语 ： Infected Mushroom） Lady Gaga | 3:55  |
| 2.       | Venus 維納斯                                                | Lady Gaga Paul "DJ White Shadow" Blair Hugo Leclercq （ 英语 ： Madeon） Dino Zisis Nick Monson Sun Ra | Lady Gaga Leclercq [a]                         | 3:53  |
| 3.       | G.U.Y. 男子汉                                               | Lady Gaga Zaslavski                                                                              | Zedd Lady Gaga                                 | 3:52  |
| 4.       | Sexxx Dreams 绮梦                                           | Lady Gaga Blair Martin Bresso William Grigahcine                                                 | Blair Lady Gaga                                | 3:34  |
| 5.       | Jewels n' Drugs 财富与上瘾（与T.I., Too Short, Twista合唱） | Lady Gaga Blair Monson Zisis Too Short Twista Clifford Harris, Jr.                               | Blair Lady Gaga Monson [a] Zisis [a]           | 3:48  |
| 6.       | MANiCURE 美甲沙龙                                           | Lady Gaga Blair Zisis Monson                                                                     | Blair Lady Gaga Monson [a] Zisis [a]           | 3:19  |
| 7.       | Do What U Want 为所欲为（与R. Kelly合唱）                   | Lady Gaga Blair Bresso Grigahcine Kelly                                                          | Blair Lady Gaga                                | 3:47  |
| 8.       | ARTPOP 流行艺术                                             | Lady Gaga Blair Zisis Monson                                                                     | Blair Lady Gaga Monson [a] Zisis [a]           | 4:07  |
| 9.       | Swine 猪                                                    | Lady Gaga Blair Zisis Monson                                                                     | Blair Lady Gaga Monson [a] Zisis [a]           | 4:28  |
| 10.      | Donatella 唐娜泰拉                                          | Lady Gaga Zaslavski                                                                              | Zedd Lady Gaga                                 | 4:24  |
| 11.      | Fashion! 时尚!                                              | Lady Gaga Giorgio Tuinfort William Adams David Guetta Blair                                      | Tuinfort will.i.am Guetta Lady Gaga            | 3:59  |
| 12.      | Mary Jane Holland 荷兰“麻”莉珍                              | Lady Gaga Leclercq                                                                               | Leclercq Lady Gaga                             | 4:37  |
| 13.      | Dope 麻醉自己                                               | Lady Gaga Blair Monson Zisis                                                                     | Rick Rubin Lady Gaga                           | 3:41  |
| 14.      | Gypsy 吉普赛                                                | Lady Gaga RedOne Leclercq Blair                                                                  | Leclercq Lady Gaga                             | 4:08  |
| 15.      | Applause 掌声                                               | Lady Gaga Blair Zisis Monson Bresso Nicolas Mercier Julien Arias Grigahcine                      | Blair Lady Gaga Monson [a] Zisis [a]           | 3:32  |
| 总时长： | 总时长：                                                    | 总时长：                                                                                         | 总时长：                                       | 59:04 |

| 沃尔玛附赠曲目 | 沃尔玛附赠曲目                                | 沃尔玛附赠曲目                                                              | 沃尔玛附赠曲目                                   | 沃尔玛附赠曲目 |
| 曲序           | 曲目                                          | 词曲                                                                        | 制作人                                           | 时长           |
| -------------- | --------------------------------------------- | --------------------------------------------------------------------------- | ------------------------------------------------ | -------------- |
| 16.            | Applause（DJ White Shadow Electrotech Remix） | Lady Gaga Blair Zisis Monson Bresso Nicolas Mercier Julien Arias Grigahcine | Blair Lady Gaga Monson [a] Zisis [a]             | 5:49           |
| 17.            | Applause（Viceroy Remix）                     | Lady Gaga Blair Zisis Monson Bresso Nicolas Mercier Julien Arias Grigahcine | Blair Lady Gaga Monson [a] Zisis [a] Viceroy [b] | 4:27           |
| 总时长：       | 总时长：                                      | 总时长：                                                                    | 总时长：                                         | 1:09:20        |

| 日本版附赠曲目 | 日本版附赠曲目             | 日本版附赠曲目                                                              | 日本版附赠曲目                                             | 日本版附赠曲目 |
| 曲序           | 曲目                       | 词曲                                                                        | 制作人                                                     | 时长           |
| -------------- | -------------------------- | --------------------------------------------------------------------------- | ---------------------------------------------------------- | -------------- |
| 18.            | Applause（太陽帝國 Remix） | Lady Gaga Blair Zisis Monson Bresso Nicolas Mercier Julien Arias Grigahcine | Blair Lady Gaga Monson [a] Zisis [a] Empire of the Sun [b] | 4:08           |
| 总时长：       | 总时长：                   | 总时长：                                                                    | 总时长：                                                   | 1:13:28        |

| 国际豪华版 (附赠 DVD) | 国际豪华版 (附赠 DVD)                   |
| 曲序                  | 曲目                                    |
| --------------------- | --------------------------------------- |
| 1.                    | 1-Hour iTunes Festival 2013 Performance |
| 总时长：              | 1:13:39                                 |

| 日本豪华版（附赠DVD） | 日本豪华版（附赠DVD） |
| 曲序                  | 曲目                  |
| --------------------- | --------------------- |
| 1.                    |                       |
| 2.                    |                       |
| 总时长：              | 1:26:29               |

| 日本十周年纪念版（附赠DVD：Lady Gaga In Japan 2013/2014 ） | 日本十周年纪念版（附赠DVD：Lady Gaga In Japan 2013/2014 ） |
| 曲序                                                       | 曲目                                                       |
| ---------------------------------------------------------- | ---------------------------------------------------------- |
| 1.                                                         |                                                            |
| 2.                                                         |                                                            |
| 总时长：                                                   | 18:51                                                      |

注：
- ^[a]  代表联合制作人
- ^[b]  代表additional producer
- 《Venus》包含Sun Ra作品《Rocket Number Nine（英语：Interstellar Low Ways）》和 Zombie Zombie（英语：Zombie Zombie (band)）作品《Rocket n°9》的取样片段。
- 在洁版专辑上，《Sexxx Dreams》被改名为《X Dreams》；《Jewels N' Drugs》被改名为《Jewels N' *****》。[99]

## 发行时间与地区
| 国家/地区 | 日期           | 格式             |
| --------- | -------------- | ---------------- |
| 日本      | 2013年11月6日  | 实体CD           |
| 德国      | 2013年11月8日  | 实体CD           |
| [ 101 ]   | 2013年11月8日  | 实体CD           |
| 新西兰    | 2013年11月8日  | 实体CD           |
| 奥地利    | 2013年11月8日  | 实体CD           |
| 全球      | 2013年11月11日 | 实体CD，数位下载 |
| 臺灣      | 2013年11月12日 | 实体CD           |
| 中国大陆  | 2014年1月25日  | 实体CD           |